# Козачук Іван Федорович
Іва́н Фе́дорович Козачу́к (26 травня 1913 , Прилипче, Заставнівський повіт, Герцогство Буковина, Австро-Угорщина  — 11 червня 1986 , Чернівці ) — український радянський діяч, голова Чернівецького міськвиконкому, заступник голови виконкому Чернівецької обласної ради. Герой Радянського Союзу (15.01.1944). Депутат Верховної Ради УРСР 1—4-го скликань.

## Біографія
Народився у родині селянина-бідняка. Наймитував у поміщика. Закінчив у 1927 році семирічну школу села Прилипче, два роки був чорноробом, вантажником на цукровому заводі «Хрещатик» та миловарному заводі. У 1932 році переїхав до Чернівців у пошуках роботи. Працював на Чернівецькій трикотажній фабриці «Тринако». У 1935 році служив у румунській королівській армії. Потім працював на будівництві.
З 1940 року — директор Чернівецької трикотажної фабрики № 7, заступник голови виконавчого комітету Ленінської районної ради депутатів трудящих міста Чернівців. 12 січня 1941 року був обраний депутатом Верховної Ради УРСР 1-го скликання від Чернівецького виборчого округу Чернівецької області. З 1941 року — заступник голови виконавчого комітету Чернівецької міської ради депутатів трудящих. У липні 1941 року евакуйований в східні райони СРСР.
З вересня 1941 року — добровольцем у Червоній армії, учасник німецько-радянської війни. Відзначився у боях на Чернігівщині, був командиром взводу кінних розвідників 215-го гвардійського стрілецького полку 77-ї гвардійської стрілецької дивізії 61-ї армії. Володіючи румунською та німецькою мовами, служив у групі по деморалізації ворожих військ. Завдяки йому сотні солдатів та офіцерів противника добровільно здалися в полон. Особливу відвагу взвод І. Ф. Козачука виявив у бою за село Галка, гарнізон якого протягом двох діб стримував наступ радянських військ. Уночі 50 бійців ліквідували ворожі пости й вибили більшу частину гітлерівців, захопивши село. Рішучі дії командира дістали гідну відзнаку — отримав звання Героя Радянського Союзу. За численних «язиків», яких І. Ф. Козачук добував для командування, він був удостоєний ордена Вітчизняної війни. 12 січня 1944 року був важко поранений під час виконання бойового завдання, демобілізований після тривалого лікування 16 березня 1945 року.
Член ВКП(б) з травня 1943 року.
У 1945 році працював у апараті уповноваженого Держплану СРСР по Чернівецькій області. З 1945 по 1946 рік — голова виконавчого комітету Чернівецької (сільської) районної ради депутатів трудящих Чернівецької області.
У березні 1946—1947 року — слухач та заступник секретаря партійної організації Харківської школи партійно-радянських робітників, яку закінчив у 1947 році. У 1947 році працював заступником завідувача сільськогосподарського відділу Чернівецького обласного комітету КП(б)У.
9 січня 1948 — вересень 1949 року — голова виконавчого комітету Чернівецької міської ради депутатів трудящих.
У 1952 році закінчив Вищу партійну школу при ЦК Компартії України.
З 1952 по січень 1953 року — заступник, з січня 1953 по 1957 рік — 1-й заступник голови виконавчого комітету Чернівецької обласної ради депутатів трудящих.
З 1957 по 1966 рік — завідувач відділу соціального забезпечення Чернівецького облвиконкому.
У 1966 році переїхав до Заполяр'я в місто Норильськ, де до 1969 року працював заступником начальника будівництва Хаптагайської ГЕС.
З лютого 1969 року — відповідальний секретар, заступник голови Чернівецької обласної організації Українського товариства охорони пам'ятників історії та культури.
З 1977 року — персональний пенсіонер союзного значення в Чернівцях. Помер 11 червня 1986 року.

## Звання
- гвардії старшина

## Нагороди
- Герой Радянського Союзу (15.01.1944)[1]
- орден Леніна (15.01.1944)
- орден Червоного Прапора (21.07.1943)
- орден Вітчизняної війни І ст. (11.03.1985)
- орден Вітчизняної війни ІІ ст. (21.01.1944)
- орден Червоної Зірки (20.02.1943)
- медалі.